# Knole House
Knole House är ett slott som ligger i Kent i Storbritannien. Huset byggdes i mitten av 1400-talet och har ägts av släkten Sackville sedan mitten av 1500-talet. Knole House har 365 rum och runt om huset ligger en stor hjortpark. Författaren Virginia Woolf inspirerades av Knole House och av vännen Vita Sackville-West till sin roman Orlando.